# Château Bánffy de Răscruci
Le Château Bánffy de Răscruci, dans la ville de Răscruci dans le département de Cluj en Roumanie (à ne pas confondre avec le Château Bánffy de Bonțida) a été construit dans le style du XVIIIe siècle en style néoclassique éclectique.
Le château, habité par des baronnes passionnées d'art, a une valeur historique importante. Il se compose de deux bâtiments, ainsi que d'autres annexes. L'accès principal se fait par deux escaliers du château situé dans le sud, suivie d'une terrasse entourée de huit colonnes doriques. La pièce de résistance du château[Quoi ?] est le grand salon. Le premier étage est accessible par un escalier en bois. Depuis le balcon du château on peut voir tout le domaine. La parcelle de terrain fait 4,5 hectares dont 881 mètres2 construits.